# Бінасед
Бінасед (ісп. Binaced) — муніципалітет в Іспанії, у складі автономної спільноти Арагон, у провінції Уеска. Населення — 1528 осіб (2009).
Муніципалітет розташований на відстані близько 360 км на північний схід від Мадрида, 60 км на південний схід від Уески.
На території муніципалітету розташовані такі населені пункти: (дані про населення за 2009 рік)
- Бінасед: 1318 осіб
- Валькарка: 176 осіб

## Демографія
Динаміка населення (INE ):